# Глухих, Анастасия Владимировна
Анастасия Владимировна Глухих (род. 4 июня 1978 года) - российская пловчиха в ластах, заслуженный мастер спорта России.

## Карьера
Воспитанница ДОСААФ Новосибирска. Начала заниматься плаванием в ластах в 1993 г. В 1995 г. в юношеской категории стала чемпионкой и рекордсменкой мира в эстафетном плавании 4х100 м.
Двукратная чемпионка мира, многократная призёрка чемпионатов мира.
Трёхкратный победитель Всемирных игр.
Семикратная чемпионка Европы.

## Вне спорта
Имеет два высших образования: Новосибирский государственный педагогический университет (факультет физической культуры, 2000 г.) и Новосибирский гуманитарный институт (факультет юриспруденции)